# San Sebastiano curato dagli angeli (Guercino)
San Sebastiano curato dagli angeli, o San Sebastiano soccorso da due angeli, è un dipinto a olio su rame realizzato dal Guercino nel 1617 e conservato Fitzwilliam Museum di Cambridge.

## Storia
Dell'opera esistono due versioni autografe: questo olio su rame conservato a Cambridge e un olio su tela leggermente più grande (47,5x37 cm) custodito in una collezione privata.
Giovanni Battista Pasqualini ne realizzò un'incisione nel 1623, che contribuì fortemente alla popolarità dell'opera.
Conservato a lungo nella collezione del Sudeley Castle (e, prima ancora, nella collezione Morrison), il dipinto fu acquistato dal Fitzwilliam Museum nel 1994.

## Descrizione e stile
Il dipinto, caratterizzato da "un vigore, una plasticità e un'armonia che non si erano ancora viste", mostra "gli elementi tipici dell'arte del centese nella sua prima maturità". Così come il corpo di Gesù nel Cristo compianto dagli angeli della National Gallery, anche la figura di san Sebastiano è caratterizzato da una morbidezza suggerita dalla mancanza di un senso netto di demarcazione, nonché dal chiaroscuro a "macchia".
Sul verso dell'olio su rame è presente la scritta "Io. Franc. Barberius a Cento F/MDCXVII".